# Saint-Germain-et-Mons

Saint-Germain-et-Mons este o comună în departamentul Dordogne din sud-vestul Franței. În 2009 avea o populație de 736 de locuitori.

## Evoluția populației
| An        | 1975 | 1982 | 1990 | 1999 | 2006 | 2009 |
| --------- | ---- | ---- | ---- | ---- | ---- | ---- |
| Populație | 455  | 486  | 523  | 606  | 702  | 736  |